# Maciej Gintowt

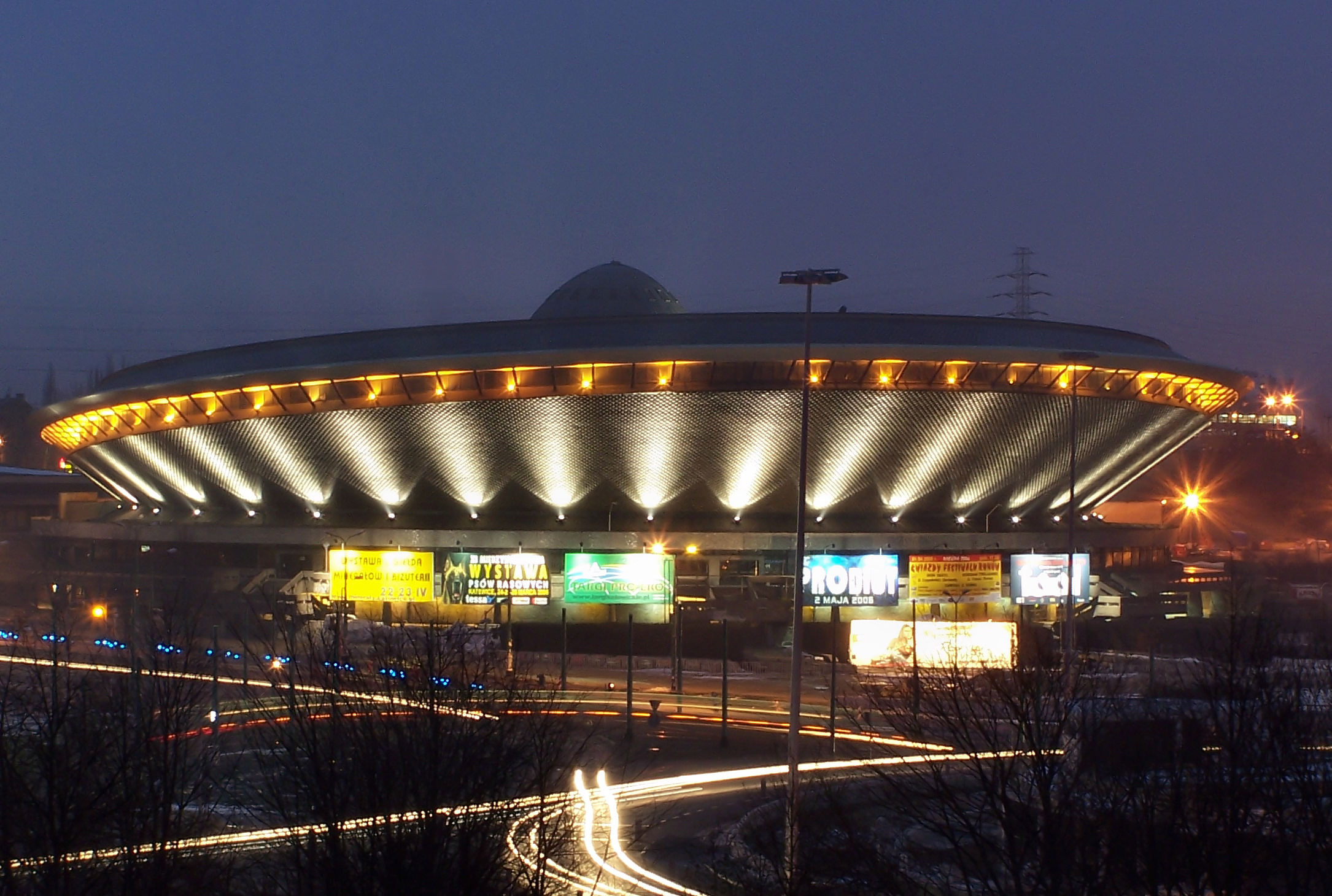
M. Gintowt, M. Krasiński: Spodek w Katowicach

Maciej Gintowt (ur. 10 lutego 1927 w Warszawie, zm. 30 września 2003 tamże) – polski architekt, przedstawiciel modernizmu, profesor Politechniki Warszawskiej, członek Polskiej Akademii Umiejętności, laureat Honorowej Nagrody SARP (1989).

## Życiorys
W czasie II wojny światowej Maciej Gintowt walczył w Armii Krajowej, pojmany trafił do obozu koncentracyjnego Mauthausen-Gusen. Po wojnie znalazł się w Szczecinie, gdzie w latach 1947-1950 studiował w Szkole Inżynierskiej, a następnie na Politechnice Gdańskiej, którą ukończył w 1952. Był profesorem i dziekanem na Politechnice Warszawskiej.
Gintowt był członkiem Rady Ochrony Pamięci Walk i Męczeństwa, spoczywa na cmentarzu Powązkowskim w Warszawie (kw. 334-1-2).
Ojciec Katarzyny Gintowt, graficzki i malarki.

## Realizacje
- Wojewódzka Hala Widowiskowo-Sportowa w Katowicach (1959–1971), z Maciejem Krasińskim
- Hala Sportowa „Olivia” w Gdańsku, z Maciejem Krasińskim (1972–1973)
- Spółdzielczy Dom Handlowy „Central” w Łodzi, z Maciejem Krasińskim
- Muzeum Azji i Pacyfiku w Warszawie
- Hala Widowiskowo-Sportowa "Podpromie" w Rzeszowie, z Maciejem Krasińskim i Andrzejem Strachockim[2]

## Odznaczenia i nagrody
- Nagroda Przewodniczącego KUiA I stopnia (1962);
- Nagroda państwowa II stopnia (zespołowa)
- Złoty Laur Olimpijski PKOl (1972);
- Nagrody resortowe I i III stopnia (1974);
- Krzyż Kawalerski Orderu Odrodzenia Polski (1974);
- Honorowa Nagroda SARP.